# Xã Richmond, Quận McHenry, Illinois
Xã Richmond (tiếng Anh: Richmond Township) là một xã thuộc quận McHenry, tiểu bang Illinois, Hoa Kỳ. Năm 2010, dân số của xã này là 6.683 người.